# Aristolochia andina
Aristolochia andina är en piprankeväxtart som beskrevs av F.González & I.Vargas. Aristolochia andina ingår i släktet piprankor, och familjen piprankeväxter. Inga underarter finns listade i Catalogue of Life.